# Chelidonisma
Chelidonisma (altgriechisch χελιδόνισμα) ist die Bezeichnung für Lieder zur Rückkehr der Schwalben nach Griechenland.
Das Wort χελιδόνισμα chelidonisma leitet sich her von χελιδών chelidon, deutsch ‚Schwalbe‘ und bedeutet etwa Schwalbenlied. Solche kleinen Volkslieder wurden – und werden zum Teil noch heute – von Kindern gesungen, die im Frühjahr die Rückkehr der Schwalben zum Anlass nehmen, um singend vor den Haustüren kleine Gaben zu erbetteln. Sie traten bei diesem Heischebrauch dabei sogar in einer an Schwalben erinnernden Kostümierung auf, so dass dieses Liedchen ein sogenanntes Rollenlied ist, in dem sich die singenden Kinder in der Rolle der Schwalben vorstellen.
Athenaios überliefert das älteste dieser Lieder (hier die ersten Zeilen):
ἦλθ', ἦλθε χελιδών

καλὰς ὥρας ἄγουσα

καὶ καλοὺς ἐνιαυτούς,

ἐπὶ γαστέρα λευκά

κἠπὶ νῶτα μέλαινα …
Es kam, es kam die Schwalbe,

schöne Zeiten bringend

und schöne Jahre,

auf dem Bauche weiß

und auf dem Rücken schwarz …
Dieses Lied, das auf der Insel Rhodos gesungen wurde, gehört zu den Texten, die die Anfänge der altgriechischen Lyrik bedeuten. Eine frühe deutsche Nachdichtung veröffentlichten Emanuel Geibel und Ernst Curtius 1840 in ihren Klassischen Studien. Der Altphilologe Bruno Snell führt in seinem Werk Leben und Meinungen der Sieben Weisen (1938) den Ursprung des Liedtextes auf Kleobulos von Lindos im 6. Jahrhundert v. Chr. zurück.
Chelidonisma ist auch der Titel einer Komposition von Giorgos Kyriakakis für acht Violinen aus dem Jahr 2006.